# 다이샤선
다이샤선(일본어: 大社線 다이샤센[*])은 시마네현 이즈모시의 이즈모시역과 폐지 당시 히카와군 다이샤정(현재: 이즈모시)의 다이샤역을 이었던 서일본 여객철도의 철도 노선(지방 교통선)이었다.

## 운행 형태
폐지 직전에는 선내에서 왕복하는 일반 열차가 대체로 1시간 간격으로 운행되었으며, 하루 15왕복의 열차가 설정되어 있었다.

## 역 목록
- 모든 역이 시마네현에 위치한다. 이 목록의 소재지와 접속 노선의 사업자명은 폐지 당시의 것이다.

| 역명           | 일어 역명 | 역간 거리 | 영업 거리 | 접속 노선                                                                  | 소재지            | 소재지 |
| -------------- | --------- | --------- | --------- | -------------------------------------------------------------------------- | ----------------- | ------ |
| 이즈모시       | 出雲市    | -         | 0.0       | 서일본 여객철도 산인 본선 이치바타 전기철도 기타마쓰에선 (전철 이즈모시역) | 이즈모시          |        |
| 이즈모타카마쓰 | 出雲高松  | 3.5       | 3.5       |                                                                            | 이즈모시          |        |
| 아라카야       | 荒茅      | 1.5       | 5.0       |                                                                            | 이즈모시          |        |
| 다이샤         | 大社      | 2.5       | 7.5       |                                                                            | 히카와군 다이샤정 |        |

## 폐지 후
폐지 이후에는 이치바타 전기 철도 산하 이치바타 버스에서 대체 운송을 하고 있다.